# Балда (Муреш)
Балда (рум. Balda) насеље је у Румунији у округу Муреш у општини Сармашу. Oпштина се налази на надморској висини од 332 m.

## Становништво
Према подацима из 2002. године у насељу је живело 1256 становника.

### Попис2002.
| Расподела становништва по националности 2002.‍ | Расподела становништва по националности 2002.‍ | Расподела становништва по националности 2002.‍ | Расподела становништва по националности 2002.‍ | Расподела становништва по националности 2002.‍ |
| --------------------------------------------- | --------------------------------------------- | --------------------------------------------- | --------------------------------------------- | --------------------------------------------- |
|                                               |                                               |                                               |                                               |                                               |
| Румуни                                        | Румуни                                        |                                               | 1.026                                         | 81,8%                                         |
| Мађари                                        | Мађари                                        |                                               | 77                                            | 6,1%                                          |
| Роми                                          | Роми                                          |                                               | 151                                           | 12,0%                                         |